# A Song for the Lovers
A Song for the Lovers è un singolo discografico del cantautore britannico Richard Ashcroft, pubblicato nel 2000.

## Il brano
Si tratta del primo singolo pubblicato da solista da Ashcroft, dopo la sua uscita dal progetto The Verve. La canzone, un brano malinconico ,è stata pubblicata come primo estratto dall'album Alone with Everybody.

## Video
Il videoclip della canzone è stato diretto da Jonathan Glazer.

## Tracce
- CD (UK)

1. A Song for the Lovers (album version)
2. (Could Be) A Country Thing, City Thing, Blues Thing
3. Precious Stone

## Formazione
- Richard Ashcroft – voce, chitarra, tastiera, percussioni
- Pino Palladino – basso
- Chuck Leavell – piano
- Peter Salisbury – batteria
- Steve Sidelnyk – percussioni
- Teena Lyle – vibrafono
- Duncan Mackay – tromba
- Lucinda Barry – arpa
- London Session Orchestra – archi
  - Gavyn Wright – primo violino